# Guido Tastenhoye
Guido Tastenhoye (Leuven, 7 augustus 1959 – Deurne, 8 maart 2007) was een Belgisch journalist en politicus voor het Vlaams Blok en diens opvolger Vlaams Belang.

## Levensloop
Hij bracht zijn jeugd door in Overijse, later woonde hij in Deurne. In Overijse dat onder toenemende verfransing te lijden had, ontwikkelde hij een Vlaamsgezinde reflex. Hij sloot zich in 1974 aan bij de Vlaamse jongeren Overijse en werd in zijn studententijd ook actief in het Vlaams Komitee Druivenstreek, waarvan hij een tijd voorzitter was. Daarnaast was hij een tijd lang hoofdredacteur van Spoorslag, het tijdschrift van dit comité. 

### Gazet van Antwerpen
Tastenhoye studeerde in 1982 af als licentiaat in de Germaanse filologie aan de Vrije Universiteit Brussel. Na zijn studies ging hij aan de slag bij de Gazet van Antwerpen, waar hij begon als corrector en van 1984 tot 1999 als Wetstraatjournalist werkte. In die tijd schreef hij ook enkele boeken over de Vlaamse problematiek in de rand rond Brussel en Vlaams-Brabant. In 1993 publiceerde hij "Naar de multiculturele samenleving?", waarin hij schreef over de migratieproblematiek en het idee van een multiculturele samenleving bekritiseerde.

### Overstap naar de politiek
Begin 1999 nam hij ontslag als journalist bij de Gazet van Antwerpen en werd hij kandidaat voor het radicaal-rechtse Vlaams Blok op de lijst voor de Kamer van volksvertegenwoordigers in het arrondissement Antwerpen. Hij raakte verkozen en werd in mei 2003 herverkozen. Tastenhoye bleef Kamerlid tot zijn overlijden in maart 2007 en was lid van de commissies Binnenlandse Zaken, Openbaar Ambt en Algemene Zaken (1999-2003), Buitenlandse Betrekkingen (1999-2007) en Herziening van de Grondwet en Hervorming van de Instellingen (1999-2001) en het adviescomité voor Europese Aangelegenheden (2003-2007). Van 1999 tot 2003 zetelde hij eveneens in de Raadgevende Interparlementaire Beneluxraad.
Op lokaal politiek niveau was Tastenhoye van 2001 tot 2006 lid van de districtsraad van Deurne (stad Antwerpen). In oktober 2006 nam Tastenhoye opnieuw deel aan de districtsraadsverkiezingen in Deurne en leidde er zijn partij van 38 naar 43 procent van de stemmen en versterkte alzo de positie van het Vlaams Belang in het district Deurne voor de volgende zes jaar. Hij behaalde toen het hoogste aantal voorkeurstemmen (6962), ver voor alle andere kandidaten. Wegens gezondheidsproblemen moest hij echter passen voor een zitje in de gemeenteraad van Antwerpen en de districtsraad van Deurne. De partijleiding bood hem een functie aan op de studiedienst van de partij. Hij overleed op 8 maart 2007 in onduidelijke omstandigheden na periodes van zware depressie. Hierbij liet hij zijn vrouw Vee en dochter Annelies achter. In zijn bericht over dit overlijden verzweeg de Gazet van Antwerpen dat Tastenhoye jarenlang deel had uitgemaakt van zijn redactie. Paul Meeus volgde hem op in de Kamer.

## Politieke standpunten
Tastenhoye was een nationalist met uitgesproken ideeën over migratie. Hij stond bekend om zijn oppositie tegen een mogelijke toetreding van Turkije tot de Europese Unie. Als journalist voelde hij zich beter in zijn vel dan als politicus. Aan de redactie van Tertio verklaarde hij in dat verband dat hij als journalist onweerlegbaar meer invloed had.
Hij verbaasde vriend en vijand met het idee om Brussel desnoods uit te hongeren, als de hoofdstad zou weigeren aansluiting te zoeken bij een te verwachten zelfstandig Vlaanderen (Vlaams-nationalistisch tijdschrift Meervoud, januari 2001). Hij voorspelde een Berlijns scenario voor Brussel waarbij Brussel als een Franstalige exclave in Vlaams-Brabant zou komen te liggen. In dat verband zei hij: "Kijk waar Brussel ligt. De waterwegen die Brussel bevloeien, stromen over Vlaanderen: je kunt een sluis dichthouden. De treinen rijden over Vlaanderen Brussel binnen: die kun je tegenhouden aan de grens. De ring ligt praktisch volledig op Vlaams grondgebied: die kun je desnoods afsluiten. En je kunt de luchthaven van Zaventem dichthouden. Op dat moment leg je Brussel droog. Je hongert ze uit en ze zullen verplicht zijn om, als ze niet op ons royale aanbod willen ingaan, toch aan te sluiten bij Vlaanderen."
Hij kwam in februari 2006 in het nieuws omdat hij, tegen het standpunt van zijn partij in, lobbyde om een uitgeprocedeerd Kazachs gezin uit zijn buurt, dat al zes jaar in België verbleef, een verblijfsvergunning te geven.

## Publicaties
- Vlaams Brabant in de wurggreep van Europa (1991)
- Naar de multiculturele samenleving? (1993)
- Vlaams Brabant ingelijfd bij Brussel? (1997)